# Vụ đầu độc Alexei Navalny
Vào ngày 20 tháng Tám năm 2020, nhân vật đối lập Nga và nhà hoạt động chống tham nhũng Alexei Navalny đã bị đầu độc bằng chất độc thần kinh Novichok và phải nhập viện trong tình trạng nguy kịch. Trong chuyến bay từ Tomsk đến Moscow, ông trở ốm dữ dội và được đưa đến bệnh viện ở Omsk sau khi hạ cánh khẩn cấp ở đó, và hôn mê. Ông được sơ tán đến bệnh viện Charité ở Berlin, Đức, hai ngày sau đó. Việc sử dụng chất độc thần kinh được xác nhận bởi 5 phòng thí nghiệm có giấy phép chứng nhận của Tổ chức Cấm Vũ khí Hóa học (OPCW). Vào ngày 7 tháng Chín, các bác sĩ thông báo rằng họ đã đưa Navalny ra khỏi tình trạng hôn mê và tình trạng của ông có tiến triển tốt. Ông xuất viện vào ngày 22 tháng Chín năm 2020. OPCW nói rằng một chất ức chế cholinesterase từ tổ hợp Novichok đã được tìm thấy trong mẫu máu, nước tiểu, da và chai nước của Navalny. Đồng thời, báo cáo của OPCW làm rõ rằng Navalny đã bị đầu độc bằng một loại Novichok mới, không có trong danh mục các hóa chất nằm dưới sự kiểm soát của Công ước Vũ khí Hóa học.
Những người Nga nổi bật khác, đặc biệt là những người chỉ trích Điện Kremlin, cũng đã phải trải qua các vụ tấn công bằng chất độc trong hai thập kỷ qua. Navalny cáo buộc Tổng thống Vladimir Putin đứng sau vụ đầu độc của ông. Liên Âu (EU) và Anh đã áp đặt các biện pháp trừng phạt trên cơ sở vụ đầu độc của Navalny đối với Giám đốc Tổng cục An ninh Liên bang Nga (FSB), Alexander Bortnikov và năm quan chức cấp cao khác của Nga và Viện Nghiên cứu Nhà nước về Hóa học và Công nghệ Hữu cơ (GosNIIOKhT). Theo Liên Âu, vụ đầu độc Navalny chỉ xảy ra "với sự đồng ý của Văn phòng Điều hành Tổng thống" và với sự dính líu của FSB. Một cuộc điều tra của Bellingcat và The Insider đã chỉ ra các đặc vụ từ FSB có liên quan trong vụ đầu độc Navalny.
Các công tố viên Nga từ chối mở cuộc điều tra hình sự chính thức về vụ đầu độc vì cho rằng họ không tìm thấy dấu hiệu nào cho thấy tội phạm đã xảy ra trong vụ này, và Điện Kremlin phủ nhận dính líu đến vụ đầu độc Navalny.
Vào ngày 17 tháng Một năm 2021, Navalny trở về Nga từ Đức và bị giam giữ tại Sân bay Quốc tế Sheremetyevo vì "vi phạm các quy định quản chế" của ông. Vào ngày 2 tháng Hai, án treo của ông bị thay thế bằng án tù, có nghĩa là ông sẽ dành hơn hai năm rưỡi tại một trại giam hình sự.

## Bối cảnh

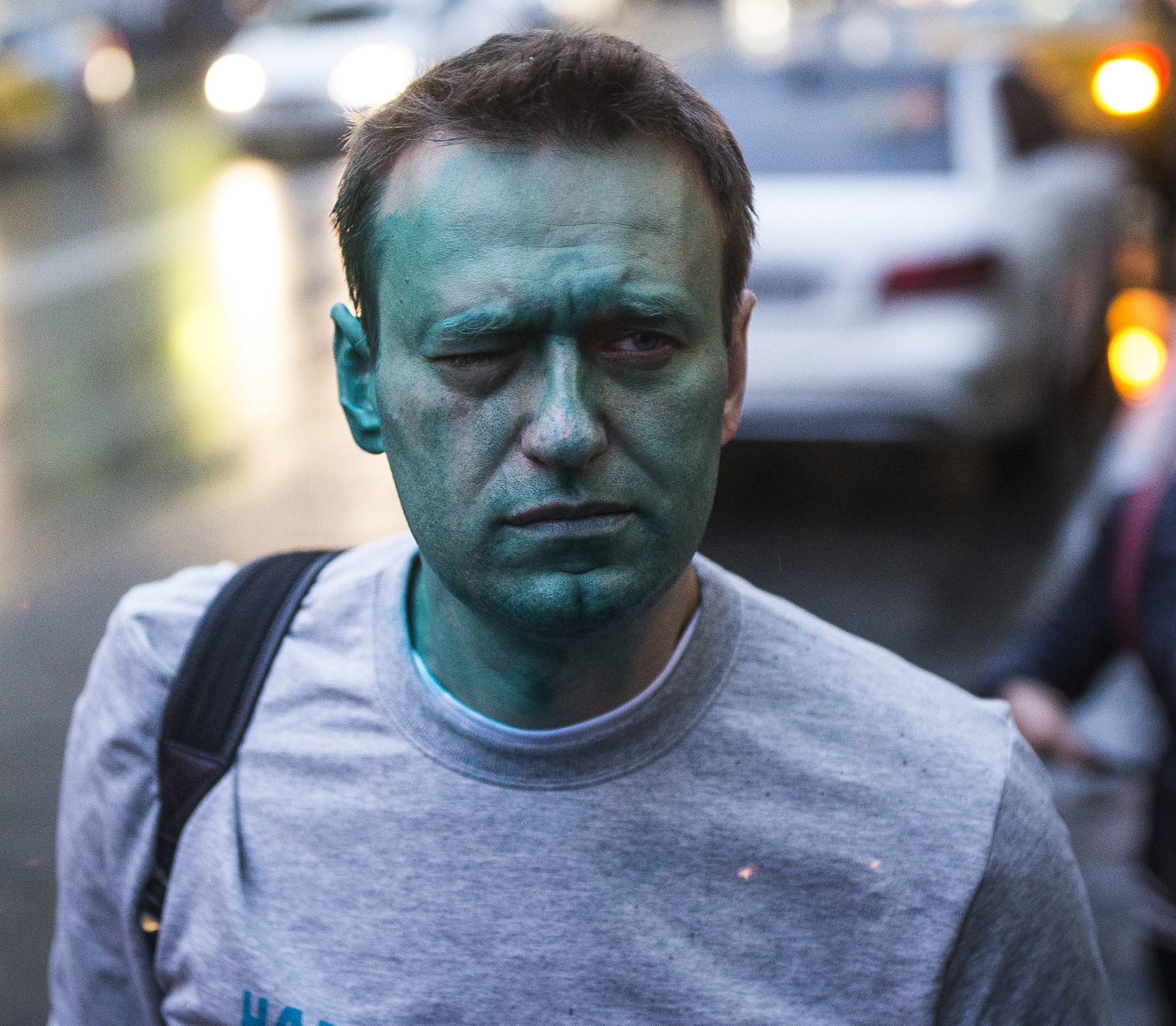
Navalny, sau một cuộc tấn công Zelyonka vào tháng Tư năm 2017

Alexei Navalny trước đây đã bị tấn công bởi các chất hóa học. Vào ngày 27 tháng Tư năm 2017, Navalny bị tấn công bởi những kẻ không rõ danh tính bên ngoài văn phòng của ông—Tổ chức Chống Tham nhũng. Họ đã xịt thuốc nhuộm lục bóng Zelyonka, có thể đã được trộn với các chất khác, vào mặt ông (xem tạt Zelyonka). Ông nói rằng ông đã mất 80% thị lực ở mắt phải. Ông cũng nói rằng bác sĩ của ông tin là đã có một chất ăn mòn thứ hai trong chất lỏng bị xịt và "có hy vọng" rằng thị lực bị mất sẽ phục hồi. Ông cũng cáo buộc rằng kẻ tấn công là Aleksandr Petrunko, một người mà ông cho rằng có quan hệ với Phó Chủ tịch Quốc hội Nga (Duma) Pyotr Olegovich Tolstoy. Navalny cũng cáo buộc Điện Kremlin phối hợp tổ chức vụ tấn công.
Một vụ khác xảy ra vào tháng Bảy năm 2019, khi Navalny bị bắt và bỏ tù. Vào ngày 28 tháng Bảy, ông phải nhập viện trong tình trạng mắt và da bị tổn thương nghiêm trọng. Tại bệnh viện, ông được chẩn đoán là bị phản ứng dị ứng, mặc dù chẩn đoán này đã bị Anastasia Vasilieva, một trong những bác sĩ riêng của Navalny, bác bỏ. Vasilieva nghi ngờ kết quả chẩn đoán và đưa ra khả năng rằng tình trạng của Navalny là kết quả của "tác hại do các chất hóa học chưa xác định". Vào ngày 29 tháng Bảy năm 2019, Navalny xuất viện và trở lại nhà tù, bất chấp sự phản đối của bác sĩ cá nhân của ông, người đã nghi ngờ ý đồ của bệnh viện.
Vào tháng Tám năm 2020, trong những ngày trước vụ đầu độc, Navalny đã đăng tải nhiều video trên kênh YouTube của mình, trong đó ông bày tỏ ủng hộ đối với các cuộc biểu tình ủng hộ dân chủ ở Belarus năm 2020; những cuộc biểu tình này bị kích động bởi cuộc bầu cử tổng thống Belarus năm 2020 gây tranh cãi gay gắt. Navalny cũng đã viết rằng kiểu 'cách mạng' đang diễn ra ở nước láng giềng Belarus cũng sẽ sớm xảy ra ở Nga. Trang tin tức địa phương Tayga.Info báo cáo rằng trong chuyến đi Siberia của mình, Navalny đã thực hiện một cuộc điều tra, cũng như gặp gỡ các ứng cử viên và tình nguyện viên địa phương. Khi được hỏi không lâu trước khi ông trở ốm nặng rằng liệu Navalny có chuẩn bị một cuộc vạch trần hay không, đồng minh của Navalny Lyubov Sobol nói rằng "Tôi không thể tiết lộ tất cả mọi chi tiết, nhưng Navalny đang đi công tác. Anh ấy không phải đang đi thư giãn ở các vùng miền này". Cuộc vạch trần bằng video sau đó được công bố bởi đội của Navalny vào ngày 31 tháng Tám.
Người ta cho rằng việc Navalny bị đầu độc trong một cuộc tấn công có động cơ chính trị là 'trừng phạt' cho công cuộc đối lập của ông. Những người Nga nổi bật khác bao gồm các nhà hoạt động, nhà báo và cựu điệp viên cũng đã phải trải qua các vụ tấn công đầu độc trong những thập kỷ gần đây như Alexander Litvinenko vào năm 2006 và Sergei Skripal vào năm 2018, cả hai đều xảy ra ở Vương quốc Anh. Trong trường hợp thứ nhất, chất độc được đặt ở trong trà của Litvinenko. Các nhà chức trách Anh đổ lỗi cả hai cuộc tấn công cho các cơ quan tình báo Nga và một cuộc điều tra sau đó đã kết luận rằng Tổng thống Nga Vladimir Putin "có lẽ" đã phê duyệt vụ giết Litvinenko. Trong trường hợp thứ hai, một chất độc thần kinh Novichok đã được sử dụng. Theo Tờ New York Times, các chuyên gia cho rằng chất Novichok khó có khả năng được sử dụng bởi một người nào đó không phải là một đặc vụ được nhà nước đỡ đầu. Nhà báo và nhà vận động nhân quyền Anna Politkovskaya, nổi tiếng với những lời chỉ trích Putin và đưa tin của bà về Chiến tranh Chechnya lần thứ hai, đã ngã bệnh trong một chuyến bay để đưa tin về vụ bắt giữ con tin trường học Beslan vào năm 2004 sau khi uống trà trong một sự kiện có vẻ như là đầu độc. Sau đó cô bị ám sát vào năm 2006. Vào năm 2018, nhà hoạt động Pussy Riot, Pyotr Verzilov đã phải nhập viện ở Moscow và sau đó được đưa đến bệnh viện Charité ở Berlin vài ngày sau đó để điều trị, do Tổ chức Điện ảnh vì Hòa bình hỗ trợ sau một vụ bị nghi ngờ là đầu độc, trong đó các bác sĩ tại bệnh viện nói rằng "có khả năng cao" rằng anh ta đã bị đầu độc.
Theo nhà hoạt động Ilya Chumakov, người đã gặp Navalny cùng với những người ủng hộ khác một ngày trước chuyến bay của ông, khi hỏi Navalny tại sao ông chưa chết, ông nói rằng cái chết của ông sẽ không có lợi cho Putin và nó sẽ biến ông thành một anh hùng.

## Đầu độc và điều trị
Vào ngày 20 tháng Tám năm 2020, Navalny trở ốm trong một chuyến bay từ Tomsk đến Moscow và phải nhập viện tại Bệnh viện Cấp cứu Lâm sàng Thành phố số 1 ở Omsk (tiếng Nga: Городская клиническая больница скорой медицинской помощи №1), nơi máy bay đã hạ cánh khẩn cấp. Ông trở ốm đột ngột và dữ dội; các đoạn video cho thấy các thành viên phi hành đoàn trên chuyến bay chạy về phía ông và Navalny kêu hét lớn.
Sau đó, phát ngôn viên của ông nói rằng ông đang hôn mê và đang thở máy trong bệnh viện. Cô cũng nói rằng Navalny chỉ uống trà từ sáng và có nghi ngờ rằng thứ gì đó đã được thêm vào đồ uống của ông. Bệnh viện cho biết ông trong tình trạng ổn định nhưng nghiêm trọng, và sau khi thừa nhận ban đầu rằng Navalny có thể đã bị đầu độc, phó giám đốc bệnh viện nói với các phóng viên rằng ngộ độc là "một trong nhiều trường hợp" đang được xem xét. Mặc dù các bác sĩ ở Nga ban đầu cho rằng ông bị rối loạn chuyển hóa do lượng đường huyết thấp, nhưng sau đó họ nói rằng ông rất có thể đã bị đầu độc bởi thuốc chống loạn thần hoặc thuốc an thần, và rằng các hóa chất công nghiệp như 2-ethylhexyl diphenyl phosphat đã được tìm thấy. Một bức ảnh trên mạng xã hội do một người hâm mộ chụp được cho thấy Navalny uống trà tại một quán cà phê ở sân bay Tomsk, nơi hãng thông tấn Interfax đưa tin rằng chủ quán cà phê đang kiểm tra đoạn video an ninh CCTV để xem có bằng chứng nào có thể cung cấp được hay không.
Đến chiều, vợ của Navalny, Yulia, đã đến bệnh viện từ Moscow. Cô mang theo bác sĩ riêng của Navalny, Anastasia Vasilyeva. Tuy nhiên, các nhà chức trách ban đầu đã từ chối cho phép họ vào phòng bệnh. Họ yêu cầu cung cấp giấy đăng ký kết hôn để chứng minh rằng Yulia thực sự là vợ của Navalny. Một chiếc máy bay thuê do Tổ chức Điện ảnh vì Hòa bình chi trả được gửi từ Đức để sơ tán Navalny khỏi Omsk để điều trị tại Charité ở Berlin. Các bác sĩ điều trị cho Navalny ở Omsk ban đầu tuyên bố rằng ông quá ốm để chuyển viện nhưng sau đó đã cho ông xuất viện. Ông đến Berlin vào ngày 22 tháng Tám. Alexander Murakhovsky, bác sĩ trưởng tại bệnh viện Omsk, nói trong cuộc họp báo vào ngày 24 tháng Tám rằng họ đã cứu sống ông và không tìm thấy dấu vết của bất kỳ chất độc nào trong cơ thể ông; Murakhovsky cũng cho biết các bác sĩ tại bệnh viện đã không bị phía các quan chức Nga "đặt áp lực". Các bác sĩ điều trị cho Navalny tại Charité sau đó đã thông báo cùng ngày rằng mặc dù chất cụ thể vẫn chưa được xác định, nhưng các phát hiện lâm sàng cho thấy Navalny ngộ độc với một chất từ tổ hợp chất độc thần kinh được gọi là chất ức chế cholinesterase, và họ sẽ xét nghiệm thêm để phát hiện ra chất chính xác là gì. Bằng chứng có thể đi kèm với công bố kết quả xét nghiệm trong phòng thí nghiệm, giờ đã bắt đầu.
Tính đến ngày 2 tháng 9 năm 2020, Navalny rơi vào tình trạng hôn mê do thuốc gây mê. Các bác sĩ người Đức cho biết, nếu ông phục hồi thì những di chứng sức khỏe lâu dài cũng không thể bị loại trừ. Bác sĩ Murakhovsky đã viết thư đến bệnh viện Charité và yêu cầu họ cho xem dữ liệu từ phòng thí nghiệm về việc ông bị đầu độc bằng chất ức chế cholinesterase, nói rằng các bác sĩ trong bệnh viện của ông không tìm thấy bằng chứng nào cho thấy như vậy. Murakhovsky nhận định rằng sụt giảm cholinesterase có thể xảy ra tự nhiên hoặc do ăn một hợp chất, và ông cũng xuất bản một phân tích có vẻ như độc lập và phát hiện không có chất ức chế cholinesterase. Murakhovsky xác nhận đã cho Navalny atropine, thường được dùng để chống lại một số chất độc thần kinh và ngộ độc thuốc trừ sâu, nhưng khẳng định lý do vì sao làm vậy không liên quan đến việc ngộ độc.

Vào ngày 7 tháng 9, các bác sĩ đưa Navalny thoát khỏi tình trạng hôn mê do thuốc gây mê. Trong một thông cáo báo chí, bệnh viện Charité nói:
Tình trạng của Alexei Navalny, ... đã cải thiện. Bệnh nhân đã được đưa ra khỏi cơn hôn mê từ thuốc gây mê của anh và đang dần dần ít phụ thuộc vào thở máy hơn. Anh có phản ứng với kích thích âm thanh lời nói. Còn quá sớm để đánh giá những hệ quả lâu dài có thể xảy ra từ vụ ngộ độc của anh.

Vào ngày 10 tháng 9, các phương tiện truyền thông đưa tin cảnh sát bảo vệ bên ngoài bệnh viện Charite đã được tăng cường, rằng Navalny có thể nói chuyện trở lại, nhưng phát ngôn viên của Navalny mô tả các báo cáo về sự phục hồi nhanh chóng của ông là "phóng đại".
Vào ngày 14 tháng 9, bệnh viện Charité cho biết Navalny đã tháo máy thở và ông có thể bước ra khỏi giường. Đây là lần đầu tiên bệnh viện cho biết họ đã công bố báo cáo này sau khi hội chẩn "với bệnh nhân và vợ anh", chứ không phải chỉ với riêng vợ ông.
Vào ngày 15 tháng 9, phát ngôn viên của Navalny nói rằng Navalny sẽ trở lại Nga. Navalny cũng đăng một bức ảnh trên giường bệnh của ông lần đầu tiên trên mạng xã hội kể từ khi bị ngộ độc. Điện Kremlin đã loại trừ khả năng có một cuộc gặp mặt giữa Navalny và Putin.
Vào ngày 22 tháng 9, các bác sĩ tại bệnh viện Charité tuyên bố ông đủ khỏe để dừng chăm sóc nội trú và xuất viện.
Trong khi hồi phục sau khi xuất viện tại bệnh viện Charité, Navalny nhận định "Tôi khẳng định rằng Putin đứng sau vụ này, và tôi không có lời giải thích nào khác cho những gì đã xảy ra. Chỉ ba người có thể ra lệnh thực hiện 'các biện pháp tích cực' (chiến tranh chính trị kiểu Nga–Xô-Viết) và sử dụng Novichok ... [nhưng] Giám đốc FSB Alexander Bortnikov, người đứng đầu cơ quan tình báo nước ngoài Sergey Naryshkin và giám đốc GRU không thể đưa ra quyết định như vậy nếu không có lệnh của Putin."

## Điều tra
Các nhân viên Tổ chức Chống Tham nhũng (FBK) ở Tomsk, sau khi biết về vụ đầu độc, đã nói với quản lý khách sạn nơi Navalny đã ở rằng ông có thể đã bị đầu độc bằng "thứ gì đó từ quầy minibar", và được phép kiểm tra phòng của Navalny. Cuộc kiểm tra được thực hiện dưới chứng kiến của một quản lý khách sạn và một luật sư; tất cả đều được quay phim lại. Các cộng sự của Navalny đã lấy đồ đạc cá nhân của ông ra khỏi phòng, bao gồm một số chai nước nhựa. Người đứng đầu bộ phận điều tra FBK, Maria Pevchikh, sau đó đã mang những chai nước này đến Đức trên chính chiếc máy bay y tế được sử dụng để sơ tán Navalny đến Đức, và giao chúng cho các chuyên gia Đức. Các bác sĩ chăm sóc của Navalny từ bệnh viện Charité đã nhờ các chuyên gia của Bundeswehr giúp đỡ kiểm tra xem Navalny có bị đầu độc bằng chất chiến tranh hóa học hay không. Viện Dược lý và Độc chất Bundeswehr tìm thấy dấu vết của chất độc tổ hợp Novichok trong cơ thể của Navalny. Dấu vết của chất độc thần kinh Novichok được tìm thấy trong máu và nước tiểu, cũng như trên các mẫu da của Navalny. Dấu vết của chất độc cũng được tìm thấy trên một trong những chai nước của Navalny, trước đó đã được giao cho các bác sĩ Berlin, và trên một (số) vật thể chưa được tiết lộ khác. Các chuyên gia cho rằng Navalny đã uống vào chai nước sau khi bị đầu độc và để lại dấu vết trên đó. Đội của Navalny cho rằng ông có thể đã bị đầu độc trước khi rời khách sạn. Cũng có thông tin cho rằng trước khi rời Nga, quần áo của Navalny đã bị chính phủ Nga thu giữ. Các chuyên gia của Tổ chức Cấm Vũ khí Hóa học (OPCW) đã lấy mẫu từ Navalny và chuyển chúng đến các phòng thí nghiệm có giấy chứng nhận được Tổng giám đốc OPCW chỉ định. Các kết quả nghiên cứu từ Viện Dược lý và Độc chất Bundeswehr đã được bàn giao cho OPCW.
Theo Die Zeit và Der Spiegel, "một phiên bản mới và cải tiến của chất độc Novichok, chưa từng có mặt trên thế giới trước đây", đã được sử dụng trong vụ đầu độc Navalny. Loại Novichok mới này độc và nguy hiểm hơn các biến thể đã biết trước đây, nhưng phát huy độc tính chậm hơn. Theo kế hoạch thì Navalny sẽ chết trên máy bay, nhưng ông đã sống sót "nhờ một chuỗi các sự trùng hợp thành công: phản ứng nhanh của phi công hạ cánh khẩn cấp và các bác sĩ ở Omsk, người đã ngay lập tức tiêm atropine cho Navalny". Các chuyên gia Đức kết luận rằng chỉ có các cơ quan đặc nhiệm của Nga mới có thể sử dụng một loại "chất độc phức tạp và chết người" đến như vậy. Để tạo ra một vũ khí hóa học nhị phân loại này, cần có một phòng thí nghiệm đặc biệt; nó không thể được chế tạo bởi những tên tội phạm thông thường. Phía Đức bác bỏ câu chuyện rằng vụ đầu độc Navalny là do các cơ quan đặc nhiệm nước ngoài, vì nó "không thể tưởng tượng được" trong khi Cơ quan An ninh Liên bang Nga (FSB)  liên tục giám sát Navalny: "Mọi điều này cho phép chúng tôi rút ra duy nhất một kết luận hợp lý: chính Điện Kremlin đã ra lệnh loại bỏ những chỉ trích không mong muốn".
Những nhà nghiên cứu trong các phòng thí nghiệm độc lập ở Pháp (phòng thí nghiệm ở Bouchet, trực thuộc Tổng Hội đồng quản trị Vũ khí trang bị Pháp) và Thụy Điển (Cơ quan Nghiên cứu Quốc phòng Thụy Điển (FOI) ở Umeå), đã xác nhận Navalny bị đầu độc bằng chất độc thần kinh Novichok. Bruno Kahl, trưởng cơ quan tình báo nước ngoài của Đức, tiết lộ rằng chất độc Novichok được xác định từ kết quả nghiên cứu độc chất của Navalny là một dạng "nặng hơn" so với những chất trước đây; điều này cho thấy nó là một hợp chất khác với hợp chất được sử dụng để đầu độc vợ chồng Skripal.
Vào ngày 6 tháng Mười năm 2020, OPCW thông báo rằng kết quả các mẫu xét nghiệm thu được từ Navalny đã xác nhận chất độc thần kinh Novichok có hiện diện và cho biết:
... những dấu ấn sinh học của chất ức chế cholinesterase được tìm thấy trong các mẫu máu và nước tiểu của Ngài Navalny có các đặc điểm cấu trúc tương tự như các hóa chất độc hại thuộc mục lục 1.A.14 và 1.A.15 đã được thêm vào Phụ lục về Hóa chất của Công ước trong Phiên họp thứ Hai-mươi Tư của Hội nghị các Quốc gia thành viên vào tháng Mười Một năm 2019. Chất ức chế cholinesterase này không được liệt kê trong Phụ lục về Hóa chất của Công ước.

Cấu trúc chính xác của chất độc vẫn chưa được tiết lộ, nhưng theo thông báo ở trên, hợp chất này có những điểm tương đồng về cấu trúc với A-232 (hợp chất được lấy làm ví dụ cho mục lục 1.A.14) và A-242 (hợp chất được lấy làm ví dụ cho mục lục 1.A.15). Bất kỳ hành vi sử dụng vũ khí hóa học nào được nhấn mạnh là "đáng trách và hoàn toàn trái với các tiêu chuẩn pháp luật do cộng đồng quốc tế thiết lập." Báo cáo viên đặc biệt của Liên hợp quốc về các vụ thi hành án bất hợp pháp Agnès Callamard và báo cáo viên đặc biệt của Liên hợp quốc về Xúc tiến và Bảo vệ Quyền Tự do Ý kiến Irene Khan đã xác nhận rằng họ có ý định điều tra vụ đầu độc của Navalny theo yêu cầu của ông.